# Xystrosoma cassagnaui
Xystrosoma cassagnaui är en mångfotingart som beskrevs av Jean-Paul Mauriès 1965. Xystrosoma cassagnaui ingår i släktet Xystrosoma och familjen Chamaesomatidae. Inga underarter finns listade i Catalogue of Life.